# Jorge Bonino
Jorge Bonino (Villa María, 9 de noviembre de 1935 - Oliva, 17 de abril de 1990) fue un arquitecto, actor, humorista y artista conceptual enrolado en la generación del Instituto Di Tella de Buenos Aires. Se lo llamó "mimo sonoro" y el Antonin Artaud argentino.

## Biografía
Se mudó a la capital cordobesa en 1956. Recibido como arquitecto de la Universidad Nacional de Córdoba. Sus curiosos monólogos e intervenciones teatrales captan la atención de Marilú Marini que lo descubre en 1966 y lo lleva al Instituto Di Tella de Buenos Aires donde su director, Roberto Villanueva le ofrece cinco funciones que se convierten en meses de gran repercusión. Su segunda obra Asfixiones o enunciados se estrena en el mismo ámbito en 1968.
Se traslada a España y luego a París donde Antonio Seguí lo impulsa a presentarse en La Vieille Grille. Entre 1970-74 actúa en Holanda, España, Rumania y Alemania.
Regresa a su patria en 1975 y en 1976 participa un cortometraje dirigido por Marta Minujín y en la película Piedra Libre de Leopoldo Torre Nilsson. 

## Muerte y legado
Es internado en el hospital psiquiátrico Dr. Emilio Vidal Abal de Oliva en 1980, donde se suicida el 17 de abril de 1990, arrojándose por el hueco de una escalera.
En el año 2007, se realiza un homenaje en el Centro Cultural España Córdoba.

¿Cómo va haber vanguardias en un país donde nadie quiere estar fuera de la sociedad?
Jorge Bonino.

## Piezas teatrales
- Popotovna mon amour (1962)
- Bonino aclara ciertas dudas, El Juglar de Córdoba, Instituto Di Tella
- Asfixiones o enunciados (1968), Instituto DI Tella
- Bonino Rompe los esquemas… (1975)
- Bonino trata de actuar pero no tanto (1975)

## Biografías y ensayos
- Carlos Narvaja. Boninosaurio. Narvaja Editor 2007
- Héctor Libertella. La leyenda de Jorge Bonino. Alción Editora, 2010 (previamente incluido en ¡Cavernícolas!, 1985)
- Marcelo Massa, Booonino aclara ciertas dudas, pieza teatral sobre su vida
- Manuel Molina, Guillermina Bustos "Jorge Bonino" (http://es.scribd.com/doc/72017370/Jorge-Bonino)
- Manuel I. Moyano. Bonino. La lengua de la inocencia. Borde Perdido, 2017